# Les Bordes-sur-Lez
Pour les articles homonymes, voir Les Bordes.
Les Bordes-sur-Lez est une ancienne commune française, située dans le département de l'Ariège en région Occitanie. Elle a fusionné le 1er janvier 2017 avec Uchentein pour former la commune de Bordes-Uchentein. 
Ses habitants sont appelés les Bordelais.

## Géographie

### Localisation
Situé dans les Pyrénées dans l'ancienne vicomté de Couserans et dépendant de la châtellenie de Castillon-en-Couserans, le village est situé au confluent du Lez et du Balamet. Il est frontalier  avec l'Espagne.

### Communes limitrophes
| Salsein, Uchentein (Bordes-Uchentein) | Audressein         | Castillon-en-Couserans |
| Bonac-Irazein                         | des Bordes-sur-Lez | Arrien-en-Bethmale     |
| Naut Aran (Espagne)                   | Alt Àneu (Espagne) | Bethmale, Seix         |

### Hameaux et lieux-dits
Il comporte deux églises car autrefois divisé en deux paroisses : Ourjout sur la rive gauche du Lez et Bordes qui a donné son nom au village sur la rive droite. Deux hameaux possèdent aussi des chapelles : Aulignac et Idrein.  
La majeure partie de la superficie de la commune est composée de la vallée du Ribérot pour une grande part domaniale. Ayer est le seul hameau encore habité de cette vallée qui s'étend jusqu'à la frontière espagnole. La crête partant du Tuc de la Pale de la Clauère (2 677 m) jusqu'au Tuc de Mil (2 802 m) est commune avec la Catalogne espagnole mais c'est le Mont Valier (2 838 m), sommet emblématique du Couserans, qui est le pic le plus fréquenté de cette vallée grâce notamment au refuge des Estagnous (repas et 72 places en dortoir) avec une via ferrata.

## Toponymie
Borde « cabane, maisonnette, métairie » est un mot d’origine germanique (francique bort « planche », d’où borda « cabane » en latin tardif), désignant d’abord la maison isolée, puis des hameaux.

## Histoire
Le tramway électrique de la ligne de Saint-Girons à Castillon et à Sentein a desservi la commune de 1912 à 1937.

## Politique et administration
| Période                                  | Période  | Identité        | Étiquette | Qualité |
| ---------------------------------------- | -------- | --------------- | --------- | ------- |
| avant 1981                               | ?        | Jean Souque     |           |         |
| mars 2001                                | En cours | Patrick Laffont | DVG       | Employé |
| Les données manquantes sont à compléter. |          |                 |           |         |

## Démographie
L'évolution du nombre d'habitants est connue à travers les recensements de la population effectués dans la commune depuis 1793. À partir du 1er janvier 2009, les populations légales des communes sont publiées annuellement dans le cadre d'un recensement qui repose désormais sur une collecte d'information annuelle, concernant successivement tous les territoires communaux au cours d'une période de cinq ans. 
Pour les communes de moins de 10 000 habitants, une enquête de recensement portant sur toute la population est réalisée tous les cinq ans, les populations légales des années intermédiaires étant quant à elles estimées par interpolation ou extrapolation. Pour la commune, le premier recensement exhaustif entrant dans le cadre du nouveau dispositif a été réalisé en 2005,.
En 2014, la commune comptait 165 habitants, en évolution de −1,2 % par rapport à 2009 (Ariège : +0,96 %, France hors Mayotte : +2,49 %).
| 1793 | 1800 | 1806 | 1821 | 1831  | 1836  | 1841  | 1846  | 1851  |
| ---- | ---- | ---- | ---- | ----- | ----- | ----- | ----- | ----- |
| 865  | 672  | 938  | 858  | 1 028 | 1 055 | 1 087 | 1 146 | 1 132 |

| 1856  | 1861  | 1866  | 1872  | 1876  | 1881  | 1886  | 1891  | 1896 |
| ----- | ----- | ----- | ----- | ----- | ----- | ----- | ----- | ---- |
| 1 014 | 1 057 | 1 092 | 1 087 | 1 073 | 1 084 | 1 077 | 1 028 | 953  |

| 1901 | 1906 | 1911 | 1921 | 1926 | 1931 | 1936 | 1946 | 1954 |
| ---- | ---- | ---- | ---- | ---- | ---- | ---- | ---- | ---- |
| 970  | 985  | 895  | 701  | 654  | 643  | 602  | 587  | 418  |

| 1962 | 1968 | 1975 | 1982 | 1990 | 1999 | 2005 | 2010 | 2014 |
| ---- | ---- | ---- | ---- | ---- | ---- | ---- | ---- | ---- |
| 307  | 257  | 213  | 174  | 158  | 164  | 160  | 170  | 165  |

## Lieux et monuments
- Église Saint Pierre d'Ourjout, classée en 1910.
- Chapelle d'Aulignac (XIIIe siècle), inscrite en 1995.
- Pont de Bordes-sur-Lez (XIIIe siècle) inscrit en 1941.
- Dolmen d'Ayer, classé en 1889.
- Dolmen de l'Auerde.
- Refuge des Estagnous sur la voie en randonnée du mont Valier.
- L'Étang Long et l'Étang Rond.
- Cascade de Nérech sur le cours du Ribérot.
- Gouffre du Pourtillou, jusqu'à −332 m de dénivelé.

### Peintures murales romanes
En 2012, des peintures murales romanes ont été découvertes dans l'église Saint-Pierre du hameau d'Ourjout lors de travaux de restauration. Pour la DRAC, ces œuvres dateraient du XIIe siècle et elles sont comparables en de nombreux points aux peintures du Maître de Taüll. En décembre 2014, le préfet de région Pascal Mailhos annonce la restauration et la valorisation de cette fresque romane dont l'état de conservation est exceptionnel.
Pour en savoir plus, vous pouvez visiter le site Internet de l'association Patrimoine Art Culture de Bordes sur Lez.

## Personnalités liées à la commune
- David Cau-Durban [8] (1844-1908), curé de Bordes-sur-Lez et archéologue-historien réputé du Couserans, est l'auteur de nombreux ouvrages historiques.
- Josette Elayi née Escaich (1943), historienne du Moyen-Orient née aux Bordes-sur-Lez.

## Vie locale

### Culture et loisir
- La fête du village a lieu tous les ans durant le week-end de Pentecôte.